# Maurice Biraben
Pour les articles homonymes, voir Biraben.

a Compétitions nationales et continentales officielles uniquement.

b Matchs officiels uniquement.
Maurice Biraben, né le 20 mai 1892 à Dax et mort le 27 mars 1963 dans la même ville, est un joueur International français de rugby à XV qui évolue au poste de pilier.

## Biographie
Maurice Biraben est le benjamin d'une fratrie de trois joueurs de rugby à XV ayant évolué à l'Union sportive dacquoise, aux côtés de l'aîné Jean et de Robert,. Après ses débuts à Dax, il rejoint le Bordeaux Étudiants Club avec son frère Robert.
Mobilisé pendant la Première Guerre mondiale, il fait son retour sous le maillot dacquois après le conflit à compter de la saison 1919-1920 et en même temps que son frère Robert.
Il met un terme à sa carrière sportive en 1923 en raison de ses activités professionnelles. Après un départ de Dax, il revient dans sa ville natale et se consacre à nouveau à son métier original, en tant que directeur d'une chocolaterie.

## Palmarès
- Champion de Côte basque en 1912.

## Statistiques en équipe nationale
- 10 sélections en équipe de France[7].
- Participation à trois Tournois des Cinq Nations.